# Schneidwerkzeug
Schneidwerkzeuge (auch Schneidgeräte genannt) zeichnen sich aus durch einen oder mehrere an einem Schaft oder Blatt angebrachte Schneidkeile, die zur Formgebung eines Werkstücks durch Trennen dienen.

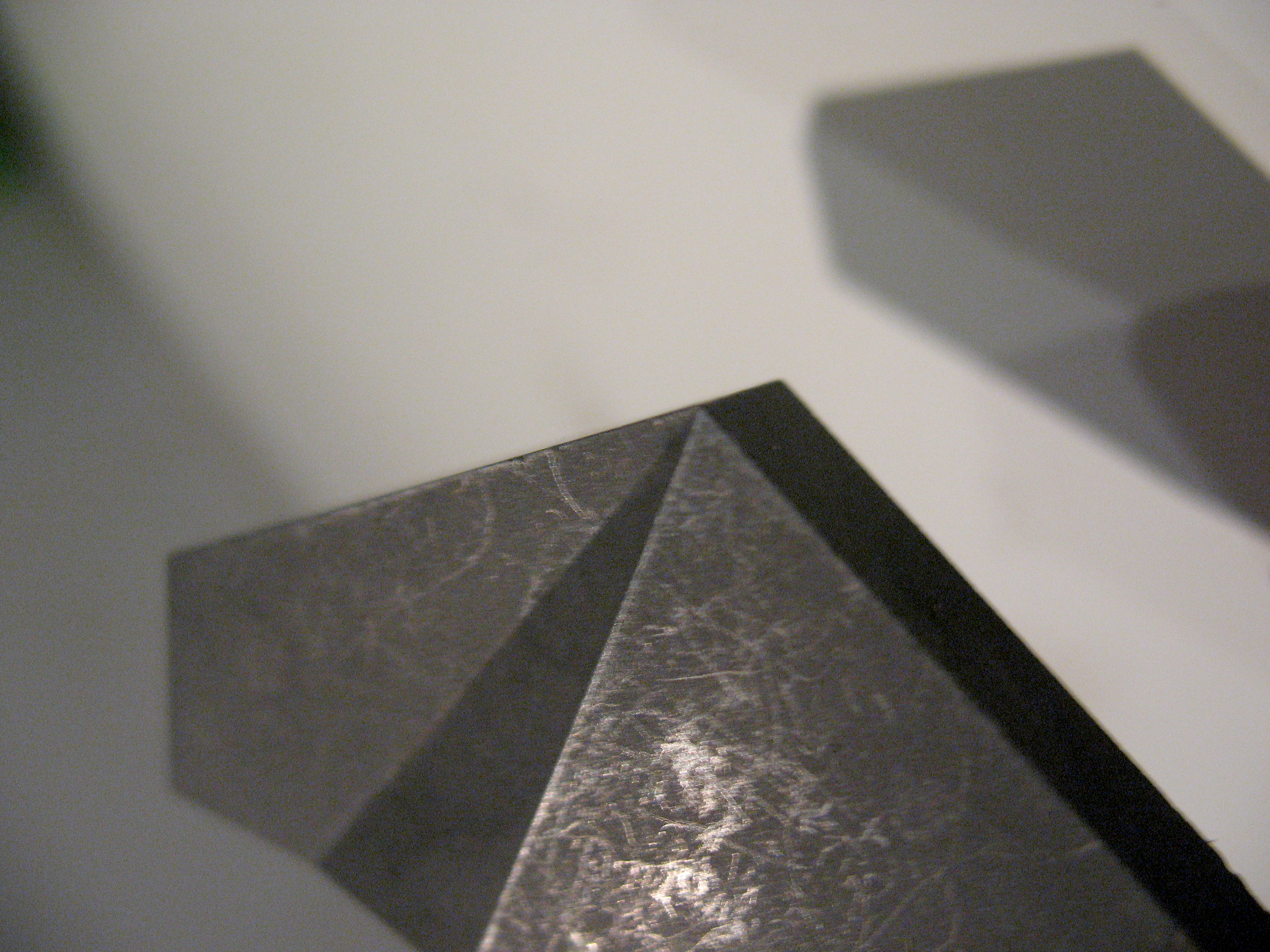
Schneidwerkzeug - Schneidkeil - CNC

Je nach Art des Trennvorgangs bzw. des Fertigungsverfahrens unterscheidet man
- Zerspanungswerkzeuge für spanabhebende Fertigungsverfahren
- Schneidwerkzeuge für zerteilende Fertigungsverfahren.

Werkzeuge für CNC-Maschinen werden aus mehreren Einzelteilen zusammengebaut und in der Werkzeugverwaltung dokumentiert.
Neben dieser engen Definition existieren auch
- thermisch schneidende Geräte (Schneidbrenner)
- elektrisch schneidende Geräte (Plasmaschneider).